# Jan Liszewski
Jan Liszewski (ur. 10 listopada 1852 w Klebarku Wielkim, zm. 23 lipca 1894 r. w Olsztynie) – założyciel „Gazety Olsztyńskiej”, nauczyciel, poeta, etnograf, warmiński działacz polityczny i społeczny.

## Życiorys
Jan Liszewski urodził się w Klebarku Wielkim koło Olsztyna w rodzinie miejscowego kowala (Mikołaj Liszewski, matka Katarzyna z Pieczkowskich). Kształcił się w gimnazjum w Braniewie i Reszlu. W latach 1876–1877 był prywatnym nauczycielem języka niemieckiego w jednym z dworów koło Płocka. Potem służył w wojsku, przebywał w koszarach w Toruniu.
W 1879 r. został nauczycielem szkoły ludowej w Bredynkach pod Biskupcem. W roku 1881 przeniósł się do Rasząga, gdzie ukończył trzyaktową sztukę teatralną „Swaty warmińskie” (wydana drukiem w 1882 r. w Gnieźnie przez oficynę J. R. Langego). W Raszągu utworzył biblioteczkę Towarzystwa Czytelni Ludowych i rozprowadzał polskie czasopisma: Dziennik Poznański, Goniec Wielkopolski, Gazeta Górnośląska. Działalność ta została dostrzeżona przez reszelskiego landrata i niemieckich władz oświatowych. Miał być przeniesiony w niemieckie części Warmii (1883), lecz Liszewski zwrócił się z prośba o płatny urlop zdrowotny.
Wspólnie z Andrzejem Samulowskim z Gietrzwałdu oraz Franciszkiem Szczepańskim z Lamkowa w 1885 r. zorganizował dwa wiece, na których uchwalono petycje w sprawie przywrócenia języka polskiego w szkołach na południowej Warmii. Jan Liszewski został wybrany na założyciela polskiego czasopisma na Warmii. Środki otrzymał z trzech różnych źródeł: Komitet Niesienia Pomocy Kaszubom i Mazurom, subwencja Polaków z Petersburga oraz pomoc zamożniejszych chłopów z Warmii. Pierwszy numer „Gazety Olsztyńskiej” ukazał się 16 kwietnia 1886 r. Poprzedził go egzemplarz okazowy, wydrukowany w Gietrzwałdzie 25 marca 1886. Liszewski pełnił funkcję redaktora, drukarza i kolportera. W pracy pomagała mu jego siostra Joanna, która po śmierci brata została właścicielką wydawnictwa i żoną Seweryna Pieniężnego (seniora). Liszewski stworzył pismo ludowe, proste i łatwe w odbiorze. Głównym celem była obrona wiary i mowy ojców, a także polskich obyczajów. Jednocześnie było pomostem działań kulturalnych i światowych między Wielkopolska a Warmią. W Gazecie Olsztyńskiej Liszewski drukował także własne utwory.
W kwietniu 1891, ze względu na zły stan zdrowia, Liszewski przekazał redakcję pisma szwagrowi – Sewerynowi Pieniężnemu. Zmarł 23 lipca 1894 w Olsztynie. Został pochowany na cmentarzu parafialnym św. Jakuba. W pogrzebie uczestniczył ks. Walenty Barczewski. Grób Liszewskiego został zniszczony w czasie II wojny światowej.
Jego imieniem nazwano ulicę oraz Szkołę Podstawową Nr 29 w Olsztynie, a także Zespół Szkół Zawodowych w Braniewie. Jego imię nosi Stowarzyszenie Edukacji Medialnej i Społecznej im. Jana Liszewskiego związane ze środowiskiem prowadzącym portal wPolityce.pl.